# Іван Андрейчин
Іван Стоянов Андрейчин — болгарський літературно-театральний критик, поет, письменник, драматург і перекладач.

## Біографія
Народився в Габрово 1 травня 1872 року. Середню освіту здобував у Габрово, після чого викладав у Враці. Він вивчав літературу у Франції, а в 1915—1919 роках жив у Швейцарії. Після повернення до Болгарії, до 1927 року працював учителем. Публікував журнали «З нового шляху» і «Бісери», співпрацював з журналом «Думка», редагував у «Вільна думка літератури, театру, мистецтва та критики» і був головним редактором журналу «Барабан». Писав статті та рецензії на літературні та театральні теми у виданнях «Ілюстрація світла», «День», «Новий час», «Болгарська збірка», «Нове життя», «Діло», «Художник», «Сучасник», «Вільне слово», «Літературна бесіда». Переклав декілька п'єс Метерлінка. Був компілятором збірок та антологій зарубіжної поезії, драматургії та художньої літератури.
Помер 15 лютого 1934 року в Софії.